# پیتر ناور
پیتر ناور (انگلیسی: Peter Naur؛ زادهٔ ۲۵ اکتبر ۱۹۲۸-درگذشتهٔ ۳ ژانویهٔ ۲۰۱۶) ستاره‌شناس و دانشمند علوم رایانه اهل دانمارک بود.
وی برنده جوایزی همچون جایزه تورینگ شده بود.
ناور، مدرک کارشناسی ارشد نجوم را در سال ۱۹۴۹ از دانشگاه کپنهاگ کسب کرد. او تحصیلات خود را در دانشگاه کمبریج (۵۱–۱۹۵۰) ادامه داد و با استفاده از رایانهٔ EDSAC به محاسبات نجومی مدار دنباله‌دارها و سیارکها اشتغال داشت و تحقیقات بیشتر در زمینه کامپیوتر را در ایالات متحده انجام داد. سپس به دانمارک بازگشت و به عنوان دستیار علمی در رصدخانه نجومی دانشگاه کپنهاگ (۵۹–۱۹۵۳) خدمت کرد و دکترای نجوم خود را در سال ۱۹۵۷ از دانشگاه دریافت کرد.
از سال ۱۹۵۹ تا ۱۹۶۹، ناور عضوی از گروه طراحی کامپایلر در Regnecentralen، اولین شرکت کامپیوتری دانمارک، بود و در دانشکده فنی دانمارک و مؤسسهٔ نیلز بور در دانشگاه کپنهاگ تدریس کرد. در آن شرکت، او بولتن Algol را سازماندهی کرد و سردبیر گزارش سال ۱۹۶۰ بود که توسط گروهی بین‌المللی از دانشمندان کامپیوتر برای ارائه Algol 60 تهیه شد. در سال ۱۹۶۹، ناور استاد تمام مؤسسهٔ دیتالوژی دانشگاه کپنهاگ گردید و در سال ۱۹۹۸ بازنشسته گردید.
تجربه در کار با Algol و کوبول، منجر به علاقهٔ او به اصول اساسی پردازش داده‌ها و نگارش کتاب، بررسی دقیق روش‌های کامپیوتری، شد که در سال 1974 انتشار یافت.